# Port lotniczy Indianapolis
Port lotniczy Indianapolis (IATA: IND, ICAO: KIND) – międzynarodowy port lotniczy położony 11 km na południowy zachód od centrum Indianapolis, w stanie Indiana, w Stanach Zjednoczonych. Jego właścicielem i operatorem jest Indianapolis Airport Authority. Jest największym lotniskiem w stanie Indiana, zajmujące około 7700 akrów (3116 ha) ziemi w gminie Wayne i Decatur, w hrabstwie Marion. Lotnisko służy również jako centrum FedEx Express. Terminal pasażerski lotniska został pierwszym zaprojektowanym i zbudowanym w Stanach Zjednoczonych po atakach terrorystycznych z 11 września 2001.

## Linie lotnicze i połączenia

### Stanowisko A
| Linie lotnicze                                | Połączenia |
| --------------------------------------------- | --- |
| Continental Airlines Bramki A17, A21, A23     | - Continental Airlines (Houston-Intercontinental) - Continental Express obsługiwane przez Chautauqua Airlines (Cleveland, Houston-Intercontinental) - Continental Express obsługiwane przez ExpressJet Airlines (Cleveland, Houston-Intercontinental, Newark) - Continental Connection operated by CommutAir (Cleveland) |
| Delta Air Lines Bramki A12, A14-A15           | - Delta Air Lines (Atlanta, Salt Lake City [begins June 4]) - Delta Connection obsługiwane przez Atlantic Southeast Airlines (Atlanta) - Delta Connection obsługiwane przez Chautauqua Airlines (Cincinnati/Northern Kentucky) - Delta Connection obsługiwane przez Comair (Cincinnati/Northern Kentucky, Boston, Nowy Jork-LaGuardia, Nowy Jork-JFK, Waszyngton-Reagan) - Delta Connection obsługiwane przez Freedom Airlines (Cincinnati/Northern Kentucky) - Delta Connection obsługiwane przez Shuttle America (Atlanta) |
| Northwest Airlines Bramki A6-A8, A10-A11, A13 | - Northwest Airlines (Cancun [sezonowo], Detroit, Las Vegas, Los Angeles, Minneapolis/St. Paul) - Northwest Airlink obsługiwane przez Compass Airlines (Minneapolis/St. Paul) - Northwest Airlink obsługiwane przez Mesaba Airlines (Detroit, Memphis, Minneapolis/St. Paul) - Northwest Airlink obsługiwane przez Pinnacle Airlines (Boston, Detroit, Memphis, Nowy Jork-LaGuardia, Raleigh/Durham, Waszyngton-Reagan) |

### Stanowisko B
| Linie lotnicze                               | Połączenia |
| -------------------------------------------- | --- |
| Air Canada Bramki B22                        | - Air Canada - Air Canada obsługiwane przez Air Canada Jazz (Toronto-Pearson) |
| AirTran Airways Bramki B17, B21, B23, B25    | Atlanta, Ft. Lauderdale [od 7 sierpnia], Ft. Myers, Orlando, Tampa |
| American Airlines Bramki B7, B9, B13         | - American Airlines (Chicago-O'Hare, Dallas/Fort Worth) - American Connection obsługiwane przez Chautauqua Airlines (St. Louis) - American Eagle Airlines (Chicago-O'Hare, Miami, St. Louis) |
| Frontier Airlines Bramka B15                 | Denver |
| Midwest Airlines Bramka B17                  | - Midwest Airlines - Midwest Connect obsługiwane przez SkyWest Airlines (Milwaukee) |
| Southwest Airlines Bramki B3-B5              | Baltimore, Chicago-Midway, Denver, Jacksonville [do 15 sierpnia], Kansas City, Las Vegas, Orlando, Phoenix, Tampa |
| United Airlines Bramki B22, B24              | - United Airlines - United Express obsługiwane przez Chautauqua Airlines (Waszyngton-Dulles) - United Express obsługiwane przez Shuttle America (Chicago-O'Hare, Denver, Waszyngton-Dulles) - United Express obsługiwane przez SkyWest Airlines (Chicago-O'Hare, Denver) |
| US Airways Bramki B6, B8, B10, B12, B14, B16 | - US Airways (Charlotte, Filadelfia, Phoenix) - US Airways Express obsługiwane przez Air Wisconsin (Boston, Charlotte, Nowy Jork-LaGuardia, Filadelfia, Waszyngton-Reagan) - US Airways Express obsługiwane przez Chautauqua Airlines (Charlotte, Nowy Jork-LaGuardia, Filadelfia, Waszyngton-Reagan) - US Airways Express obsługiwane przez Mesa Airlines (Charlotte) - US Airways Express obsługiwane przez PSA Airlines (Charlotte, Philadelphia) - US Airways Express obsługiwane przez Republic Airlines (Charlotte, Nowy Jork-LaGuardia, Filadelfia, Waszyngton-Reagan) |